# Amurgul fîntînilor
Amurgul fîntînilor este un film românesc din 1983 regizat de Virgil Calotescu. Rolurile principale au fost interpretate de actorii Mircea Diaconu, Costel Constantin, Mircea Albulescu.

## Distribuție
- Dumitru Rucăreanu — Gherase
- Ernest Maftei — Bătrânul Văideanu
- Mircea Albulescu — Pătrașcu
- Costel Constantin — Nanu Calotă
- Violeta Andrei — Vița
- Diana Lupescu — Ioana Văideanu
- Grigore Gonța — Costică Pierdutu
- Ion Hidișan — Lețea
- Mircea Diaconu — Culai Piroiu
- Cornel Dumitraș — Cârnu
- Constantin Diplan — Rășină
- Irina Loghin — Cârciumăreasa
- Ștefan Sileanu — Drajna
- Dinu Manolache — Tudor Văideanu
- Vistrian Roman — Fane Reviga
- Mariana Calotescu — Maria

## Primire
Filmul a fost vizionat de 1.363.216 spectatori de spectatori în cinematografele din România, după cum atestă o situație a numărului de spectatori înregistrat de filmele românești de la data premierei și până la data de 31 decembrie 2014 alcătuită de Centrul Național al Cinematografiei.